# 마포평생학습관
마포평생학습관은 1980년 7월 11일 설립되었으며 서울특별시교육청이 운영하는 공공도서관이다.
휴관일은 매월 2,4째 월요일과 일요일을 제외한 법정공휴일, 그리고 도서관이 정하는 임시 휴관일이다.

## 대출가능한 자료의 종류와 수, 기간
도서 자료
- 5권 2주, 1회 1주일 연기 가능
- 동일자료는 1주일 후 재대출 가능

## 개방 시간
| 이용 시간           | 평일          | 평일          | 주말          | 주말          |
| ------------------- | ------------- | ------------- | ------------- | ------------- |
| 세부                | 3 - 10월      | 11 - 2월      | 3 - 10월      | 11 - 2월      |
| 문헌정보실          | 09:00 - 22:00 | 09:00 - 22:00 | 09:00 - 17:00 | 09:00 - 17:00 |
| 디지털 연속간행물실 | 09:00 - 18:00 | 09:00 - 18:00 | 09:00 - 17:00 | 09:00 - 17:00 |
| 어린이실            | 09:00 - 18:00 | 09:00 - 18:00 | 09:00 - 17:00 | 09:00 - 17:00 |
| 시각장애인실        | 09:00 - 18:00 | 09:00 - 18:00 | 09:00 - 17:00 | 09:00 - 17:00 |
| 자율학습실          | 07:00 - 23:00 | 08:00 - 23:00 | 07:00 - 23:00 | 08:00 - 23:00 |
| 평생교육실          | 06:00 - 21:00 | 06:00 - 21:00 | 06:00 - 21:00 | 06:00 - 21:00 |

- 디지털자료실은 중학생 이상 1인당 1일 2회, 1회 1시간 이용할 수 있다.

## 층별 구조
- 지하1층: 헬스장, 매점 및 식당
- 1층: 안내실, 시각장애인실, 강의실, 열람자대기실, 전시공간
- 2층: 어린이실, 자율학습실, 관장실, 관리과, 청소년 상담실
- 3층: 문헌정보실, 자율학습실, 자료봉사과, 평생학습지원과
- 4층: 디지털연속간행물실, 자율학습실, 강의실
- 5층: 강의실, 대강당, 소강당, 컴퓨터실, 예절실, 어학실

## 참조
1. ↑  서울시 도서관 길잡이에서 2010년 1월 24일 확인